# 1-й Вешняковский проезд

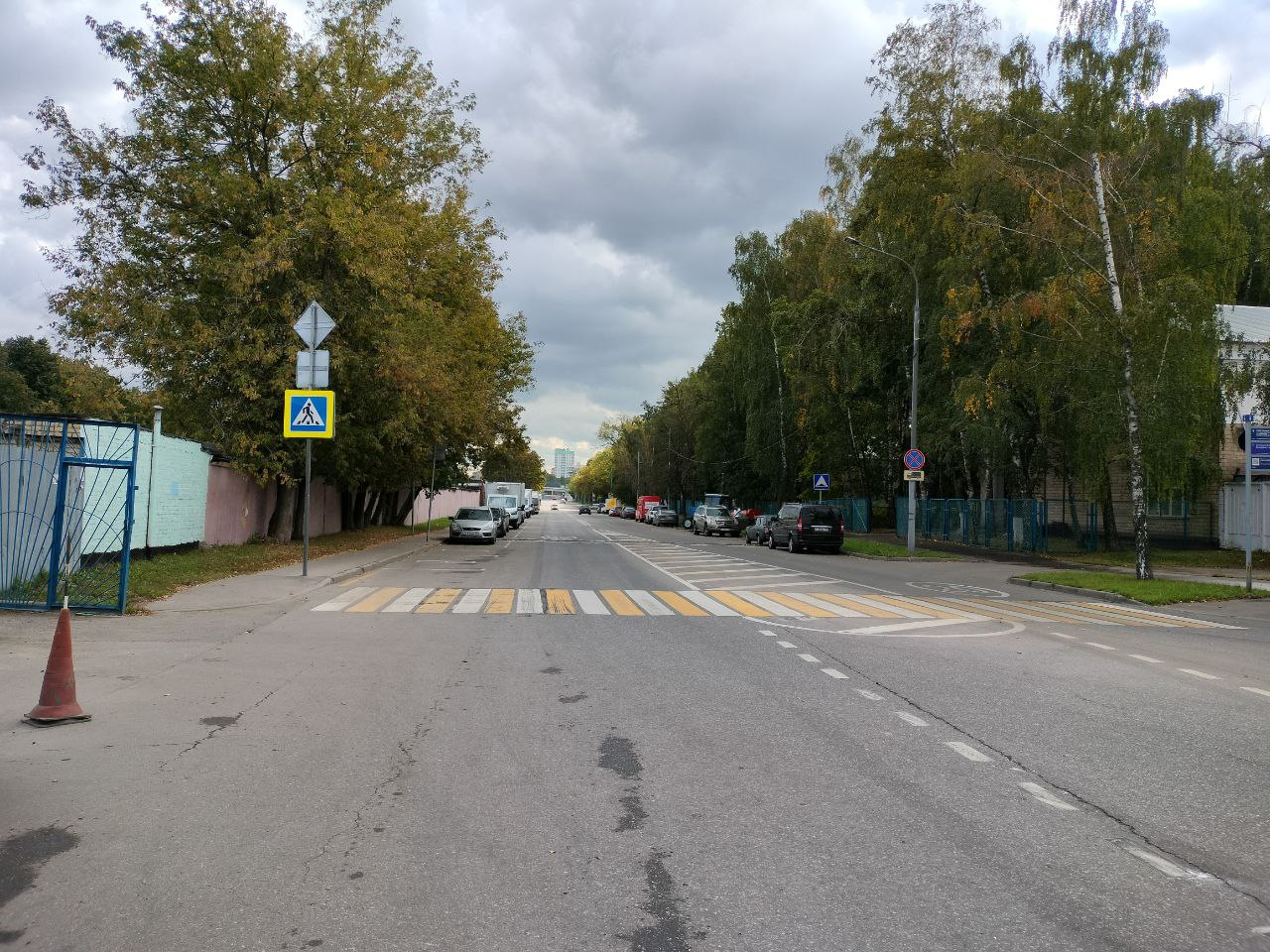
1-й Вешняковский проезд

1-й Вешняко́вский проезд — проезд в Рязанском районе Москвы.

## Описание

### Происхождение названия
До 1930-х годов называлась Воскресенской улицей в честь подмосковного села Воскресенское. Впоследствии была переименована в улицу Герцена в память об известном писателе и революционере Александре Герцене. Переименована в 1-й Вешняковский проезд 20 мая 1964 года одновременно с вхождением посёлка Вешняки в состав Москвы, для устранения одноимённости с другими улицами иных поселений, вошедших в состав Москвы в 1960 году. Происхождение названия то же, что и Вешняковская улица.

### Расположение и транспортное обслуживание
1-й Вешняковский проезд пролегает от 3-й Институтской улицы до улицы Паперника. 1-й Вешняковский проезд частично обслуживается общественным городским транспортом. Движение производится только от Яснополянской улицы до улицы Паперника (автобусные маршруты № 51; 371 (только при следовании к  Рязанский проспект) и 725). Отрезок от 3-й Институтской до Яснополянской улицы общественным городским транспортом не обслуживается.

## Примечательные здания и сооружения
По 1-му Вешняковскому проезду расположено 47 зданий.

### По чётной стороне
- № 6/10 — Школа № 777 и корпус № 2.